# IRSA
IRSA (Istituto Internazionale per le Ricerche di Storia dell’Arte) – międzynarodowy instytut do badań nad sztuką.
Dom wydawniczy założony w 1979 roku w Wenecji przez polskiego historyka sztuki Józefa Grabskiego. Instytut zajmuje się pracami badawczymi, działalnością wystawienniczą sztuki dawnej i współczesnej, publikacjami naukowymi z dziedziny historii sztuki i nauk pokrewnych. 

## Historia i cele

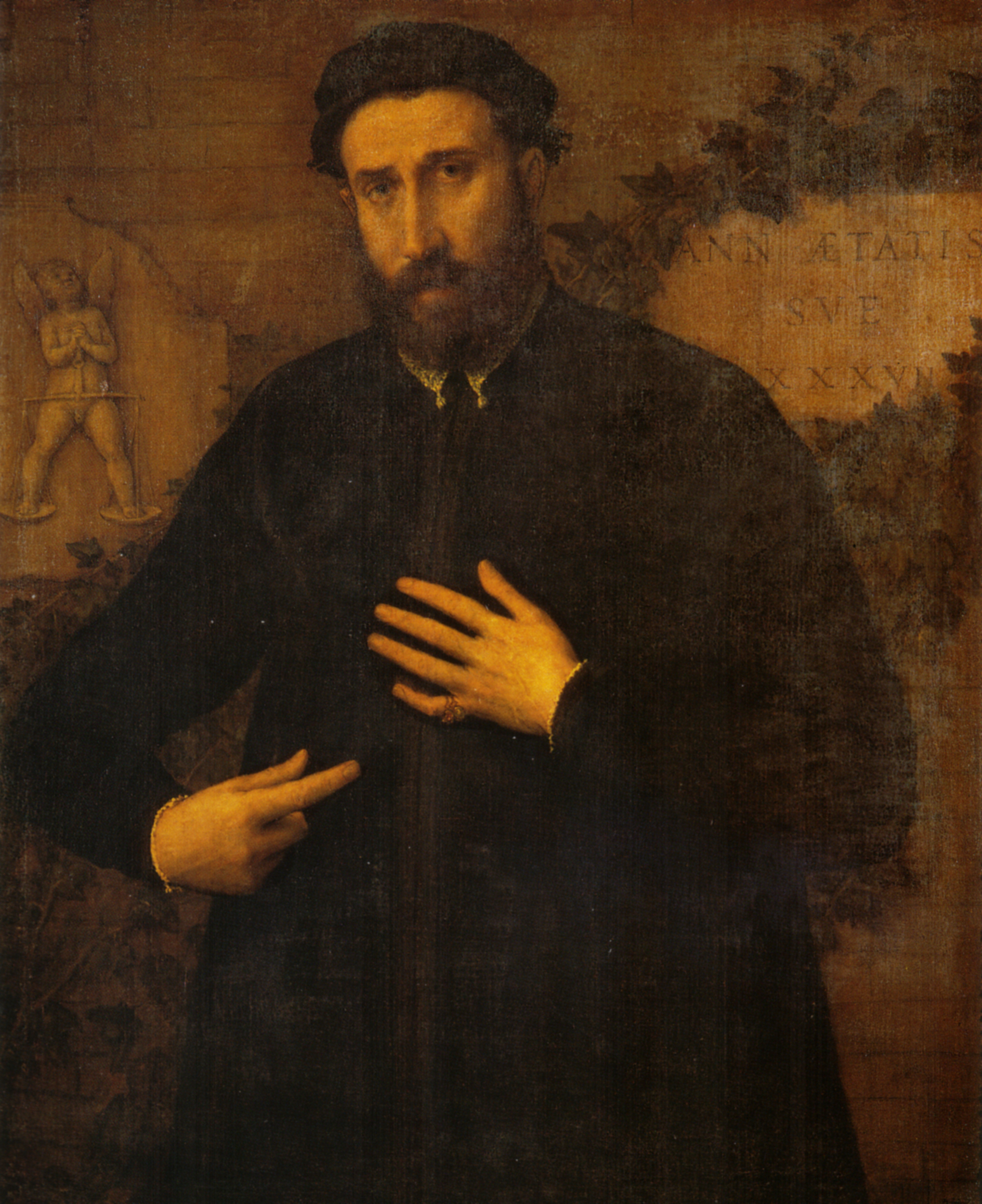
Lorenzo Lotto, Portret mężczyzny trzydziestosiedmioletniego, ok. 1542, Galleria Doria Pamphilj, Rzym

Pomysł powołania do życia domu wydawniczego IRSA pojawił się pod koniec lat 70. XX wieku i wiązał się z brakiem na rynku wydawniczym niezależnego, interdyscyplinarnego i kosmopolitycznego czasopisma naukowego poświęconego historii sztuki. Został on zrealizowany przez grupę uznanych historyków sztuki po Międzynarodowym Kongresie Historii Sztuki (CIHA) w Bolonii w 1979 roku z inicjatywy Józefa Grabskiego, który został redaktorem naczelnym nowego czasopisma. Od tego momentu jednym z głównych przedsięwzięć wydawniczych instytutu jest edycja półrocznika zatytułowanego Artibus et Historiae – czasopisma naukowego poświęconego historii sztuki. 
Pierwszy numer Artibus et Historiae ukazał się w 1980 roku. Od tej pory wychodzi nieprzerwanie co pół roku w nieznacznie tylko zmienionej formie. Tytuł (Artibus – łac. Sztukom, et Historiae – łac. i Historii) wywodzi się z prywatnych doświadczeń założyciela – Józefa Grabskiego. Wszystkim działaniom wydawniczym towarzyszy także charakterystyczne logo – amorek stojący na szalkowej wadze, którą sam trzyma w rękach. Jest to motyw zaczerpnięty z renesansowego obrazu Lorenzo Lotto Portret mężczyzny trzydziestosiedmioletniego, symbolizujący platońską ideę wewnętrznej równowagi pomiędzy pierwiastkiem duchowym i cielesnym w życiu i działalności człowieka.
Najważniejsze prace niektórych badaczy związanych z wydawnictwem ukazują się w osobnej serii wydawniczej Bibliotheca Artibus et Historiae, której każdy tom zawiera artykuł poświęcony innemu uczonemu. Pośród innych jednostek wydawniczych IRSA znajdują się katalogi wystaw artystów polskich i zagranicznych, biografie i autobiografie artystów, a nawet tom wierszy. Instytut IRSA w swojej działalności badawczej współpracuje z wiodącymi placówkami naukowymi na świecie, zarówno muzealnymi jak i uniwersyteckimi.
Redakcja wydawnictwa IRSA kilkakrotnie zmieniała swoje miejsce. W latach 1979−1982 była to Wenecja. W 1982 roku została przeniesiona do Florencji, a następnie do Wiednia, by ostatecznie, w 1996 roku, osiąść w Krakowie, gdzie znajduje się do dziś. W roku 2019 IRSA obchodziło okrągły jubileusz czterdziestolecia działalności na międzynarodowym rynku wydawniczym.